# Tajanov (Kolinec)
Tajanov je malá vesnice, část městyse Kolinec v okrese Klatovy v Plzeňském kraji. Nachází se asi tři kilometry jihozápadně od Kolince. Tajanov leží v katastrálním území Tajanov u Malonic o rozloze 1,18 km².

## Historie
První písemná zmínka o vesnici pochází z roku 1381.

## Obyvatelstvo
| Rok            | 1869 | 1880 | 1890 | 1900 | 1910 | 1921 | 1930 | 1950 | 1961 | 1970 | 1980 | 1991 | 2001 | 2011 | 2021 |
| -------------- | ---- | ---- | ---- | ---- | ---- | ---- | ---- | ---- | ---- | ---- | ---- | ---- | ---- | ---- | ---- |
| Počet obyvatel | 113  | 128  | 125  | 100  | 108  | 90   | 78   | 56   | 58   | 23   | 23   | 12   | 3    | 14   | 19   |
| Počet domů     | 24   | 23   | 17   | 16   | 15   | 15   | 15   | 13   | 13   | 8    | 8    | 7    | 7    | 9    | 10   |

## Obecní správa
Při sčítání lidu v letech 1850–1949 Tajanov byl osadou obce Malonice v okrese Klatovy. V letech 1950–1960 byl osadou obce Ujčín v okrese Sušice. V letech 1961–1980 byl znovu částí obce Malonice v okrese Klatovy. Od 1. ledna 1981 je částí městyse Kolinec v okrese Klatovy.

## Pamětihodnosti
- Boží muka

## Galerie

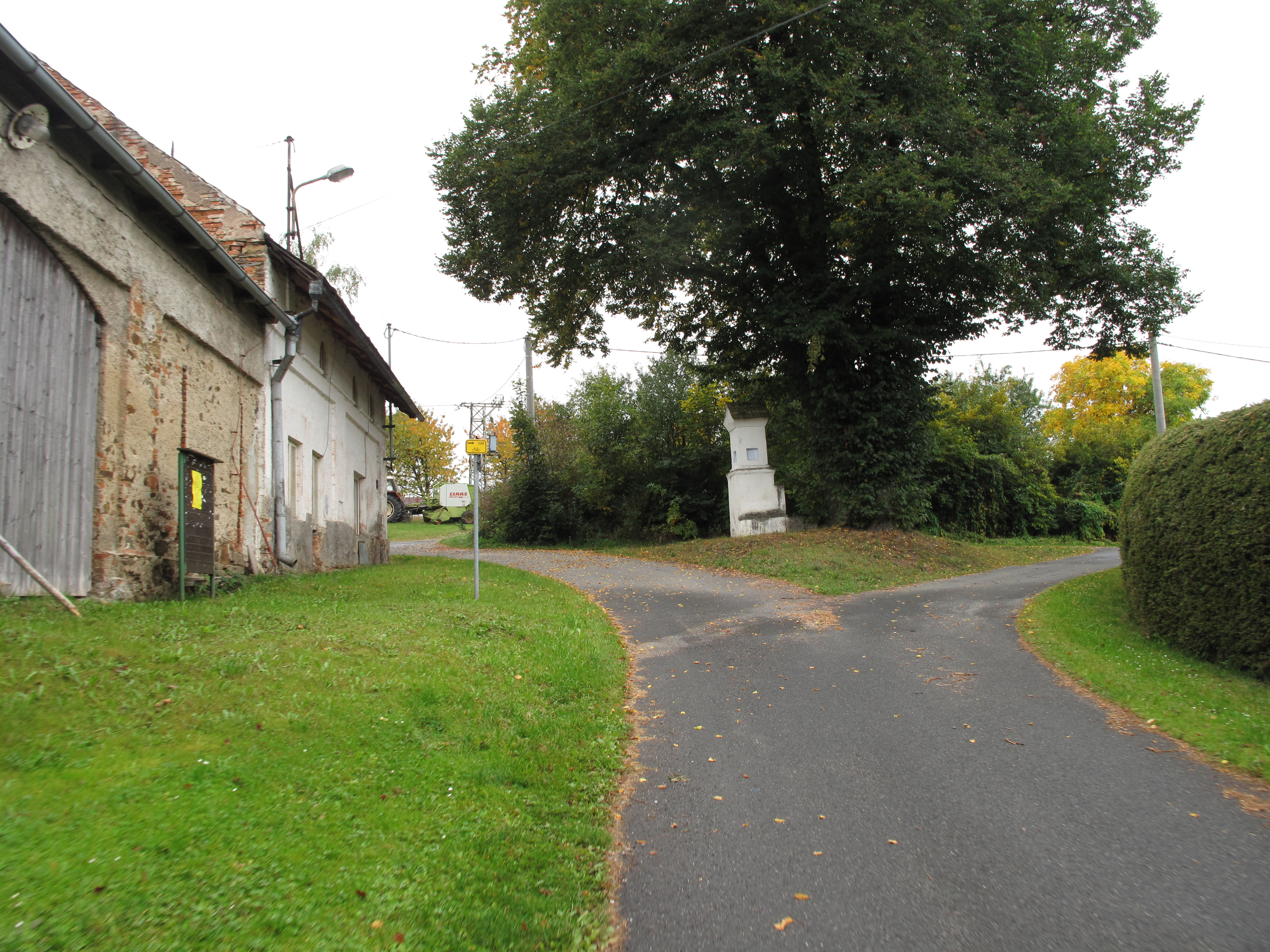
Náves
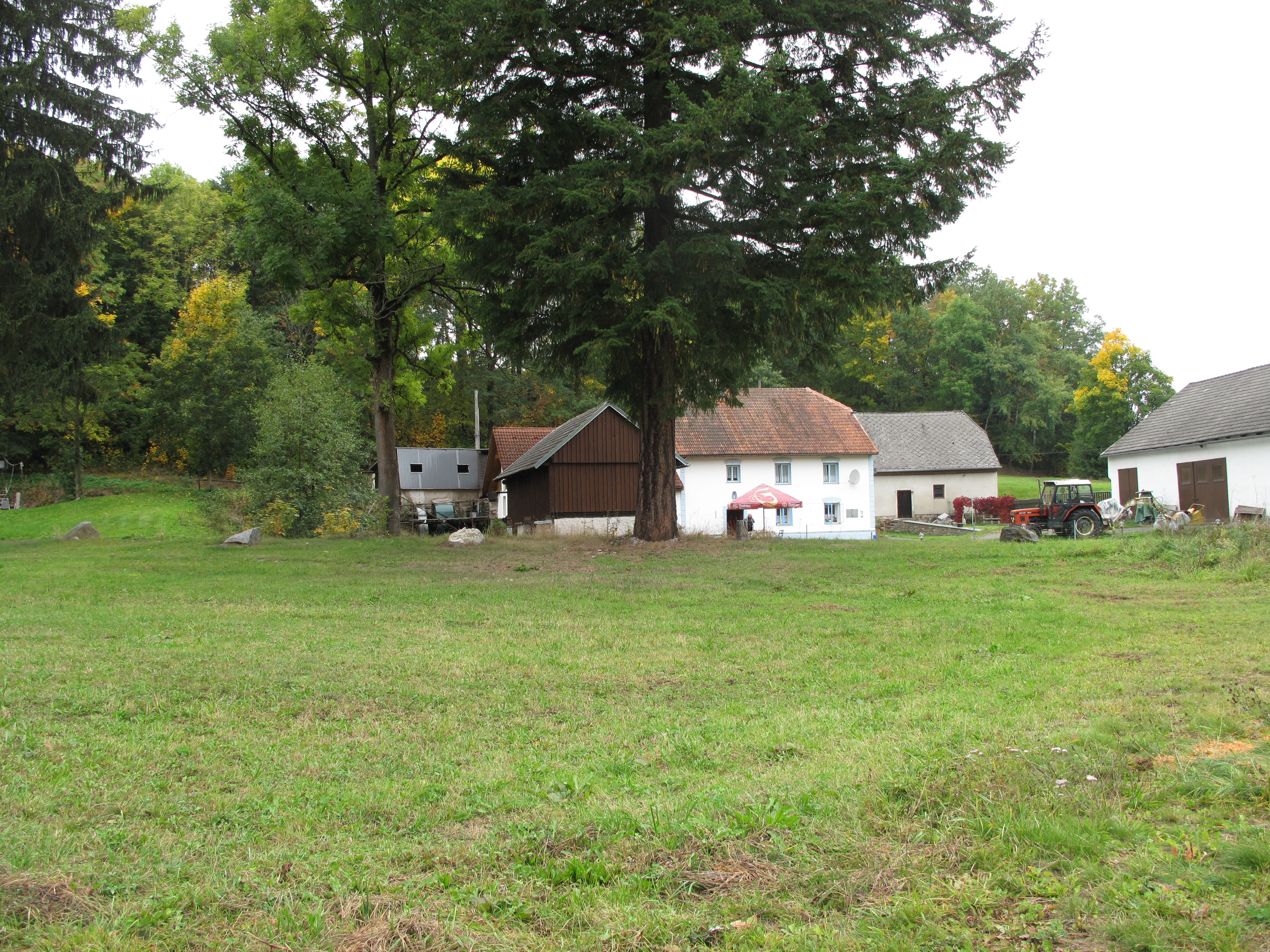
Mlýn